# Campionati europei di atletica leggera indoor 2011 - 800 metri piani maschili
La gara si è svolta dal 4 al 6 marzo 2011.

## Podio
| #       | Atleta             | Nazionalità | Tempo   | Note |
| ------- | ------------------ | ----------- | ------- | ---- |
| Oro     | Adam Kszczot       | Polonia     | 1'47"87 |      |
| Argento | Marcin Lewandowski | Polonia     | 1'48"23 |      |
| Bronzo  | Kevin López        | Spagna      | 1'48"35 |      |

## Record
Prima di questa competizione, il record del mondo (RM), il record europeo (EU) ed il record dei campionati (RC) sono i seguenti:
| Record                | Prestazione | Atleta                    | Data                         | Competizione                                        |
| --------------------- | ----------- | ------------------------- | ---------------------------- | --------------------------------------------------- |
| Record mondiale       | 1'42"67     | Wilson Kipketer Danimarca | 9 marzo 1997 Parigi, Francia | Campionati mondiali di atletica leggera indoor 1997 |
| Record europeo        | 1'42"67     | Wilson Kipketer Danimarca | 9 marzo 1997 Parigi, Francia | Campionati mondiali di atletica leggera indoor 1997 |
| Record dei campionati | 1'44"78     | Paweł Czapiewski Polonia  | 3 marzo 2002 Vienna, Austria | Campionati europei di atletica leggera indoor 2002  |

## Risultati

### Primo turno
I primi 2 di ogni batteria e i 2 migliori tempi si qualificano per le semifinali.

#### Batteria 1
| Pos. | Corsia | Nome               | Nazione | Tempo   | Note |
| ---- | ------ | ------------------ | ------- | ------- | ---- |
| 1    | 4      | Marcin Lewandowski | Polonia | 1'48"81 | Q    |
| 2    | 5      | Mario Scapini      | Italia  | 1'48"92 | Q    |
| 3    | 6      | David Bustos       | Spagna  | 1'49"04 | q    |
| 4    | 3      | Darren McBrearty   | Irlanda | 1'49"74 | q    |
| 5    | 2      | Andreas Rapatz     | Austria | 1'49"96 |      |

#### Batteria 2
| Pos. | Corsia | Nome               | Nazione  | Tempo   | Note |
| ---- | ------ | ------------------ | -------- | ------- | ---- |
| 1    | 4      | Robin Schembera    | Germania | 1'50"54 | Q    |
| 2    | 2      | Luis Alberto Marco | Spagna   | 1'50"71 | Q    |
| 3    | 3      | Tamás Kazi         | Ungheria | 1'50"85 |      |
| 4    | 5      | Thomas Roth        | Norvegia | 1'51"91 |      |
| 5    | 6      | Raphael Pallitsch  | Austria  | 1'52"19 |      |

#### Batteria 3
| Pos. | Corsia | Nome               | Nazione    | Tempo   | Note |
| ---- | ------ | ------------------ | ---------- | ------- | ---- |
| 1    | 6      | Adam Kszczot       | Polonia    | 1'51"02 | Q    |
| 2    | 1      | Hamid Oualich      | Francia    | 1'51"13 | Q    |
| 3    | 5      | Sebastian Keiner   | Germania   | 1'51"26 |      |
| 4    | 4      | Brice Etès         | Monaco     | 1'51"75 |      |
| 5    | 3      | Cristian Vorovenci | Romania    | 1'51"83 |      |
| 6    | 2      | Daryl Vassallo     | Gibilterra | 2'02"41 |      |

#### Batteria 4
| Pos. | Corsia | Nome                | Nazione     | Tempo   | Note |
| ---- | ------ | ------------------- | ----------- | ------- | ---- |
| 1    | 6      | Oleksandr Osmolovyč | Ucraina     | 1'50"99 | Q    |
| 2    | 5      | Andrew Osagie       | Regno Unito | 1'51"09 | Q    |
| 3    | 4      | Anis Ananenka       | Bielorussia | 1'51"10 |      |
| 4    | 2      | Ivan Tuchtačev      | Russia      | 1'51"11 |      |
| 5    | 3      | Halit Kiliç         | Turchia     | 1'53"33 |      |

#### Batteria 5
| Pos. | Corsia | Nome             | Nazione     | Tempo   | Note     |
| ---- | ------ | ---------------- | ----------- | ------- | -------- |
| 1    | 2      | Kevin López      | Spagna      | 1'50"15 | Q        |
| 2    | 6      | Joe Thomas       | Regno Unito | 1'50"29 | Q        |
| 3    | 3      | Stepan Poistogov | Russia      | 1'50"59 |          |
| 4    | 5      | Andreas Bube     | Danimarca   | 1'53"18 |          |
| –    | 4      | Vitalij Kozlov   | Lituania    | –       | ritirato |

### Semifinali
I primi 3 di ogni batteria si qualificano alla finale.

#### Semifinale 1
| Pos. | Corsia | Nome             | Nazione     | Tempo   | Note |
| ---- | ------ | ---------------- | ----------- | ------- | ---- |
| 1    | 4      | Andrew Osagie    | Regno Unito | 1'49"02 | Q    |
| 2    | 3      | Adam Kszczot     | Polonia     | 1'49"38 | Q    |
| 3    | 5      | Kevin López      | Spagna      | 1'49"53 | Q    |
| 4    | 1      | Mario Scapini    | Italia      | 1'49"57 |      |
| 5    | 2      | Darren McBrearty | Irlanda     | 1'49"78 |      |
| 6    | 6      | David Bustos     | Spagna      | 1'50"46 |      |

#### Semifinale 2
| Pos. | Corsia | Nome                | Nazione     | Tempo   | Note |
| ---- | ------ | ------------------- | ----------- | ------- | ---- |
| 1    | 5      | Luis Alberto Marco  | Spagna      | 1'50"60 | Q    |
| 2    | 3      | Marcin Lewandowski  | Polonia     | 1'50"75 | Q    |
| 3    | 4      | Robin Schembera     | Germania    | 1'50"78 | Q    |
| 4    | 2      | Hamid Oualich       | Francia     | 1'50"86 |      |
| 5    | 6      | Oleksandr Osmolovyč | Ucraina     | 1'51"00 |      |
| 6    | 1      | Joe Thomas          | Regno Unito | 1'51"44 |      |

### Finale
| Pos. | Corsia | Nome               | Nazione     | Tempo    | Note |
| ---- | ------ | ------------------ | ----------- | -------- | ---- |
| 1    | 2      | Adam Kszczot       | Polonia     | 1'47"87  |      |
| 2    | 3      | Marcin Lewandowski | Polonia     | 1'48"23  |      |
| 3    | 5      | Kevin López        | Spagna      | 1'48"35  |      |
| 4    | 6      | Andrew Osagie      | Regno Unito | 1'48"50  |      |
| 5    | 1      | Luis Alberto Marco | Spagna      | 2'00"58  |      |
| –    | 4      | Robin Schembera    | Germania    | ritirato |      |